# Польнауэр, Йозеф
Йозеф Максимилиан Польнауэр (нем. Josef Maximilian Polnauer; 4 июня 1888, Вена — 5 октября 1969, Вена) — австрийский музыковед и музыкальный педагог.
Изучал музыкознание в Венском университете у Гвидо Адлера, одновременно учился у Арнольда Шёнберга (1909—1911) и Альбана Берга (1911—1913). В дальнейшем сохранил близость к шёнберговскому кругу, в 1917—1923 гг. был ассистентом Шёнберга в его композиторском семинаре, в шёнберговском Обществе частных музыкальных представлений исполнял обязанности архивариуса, вместе с Антоном Веберном исследовал в теоретическом аспекте музыку Новой венской школы.
В 1911—1923 гг. преподавал теорию музыки в венском Народном университете, одновременно в 1912—1917 гг. работал в библиотеке Института истории музыки Венского университета. В 1927 г. защитил в Инсбруке докторскую диссертацию «Границы тональности» (нем. Grenzpfähle der Tonalität). Одновременно с этим состоял на государственной службе, высшей точкой которой стал один из руководящих постов в генеральной дирекции австрийских железных дорог в 1933—1938 гг. После аншлюса находился на полуподпольном положении. По окончании Второй мировой войны некоторое время работал в министерстве финансов Австрии. Выйдя на пенсию, полностью посвятил себя музыкально-педагогической деятельности, в 1950—1960-е гг. занимался подготовкой и публикацией переписки музыкантов Новой венской школы. В 1960—1968 гг. президент австрийской секции Международного общества современной музыки.
Среди учеников Польнауэра в разное время были Виктор Ульман, Феликс Прохазка, Фридрих Церха, Михаэль Гилен и др.